# Mira (zvezda)
Mira, znana tudi kot Omikron Kita, je rdeča orjakinja približno 200-400 svetlobnih let proč, njena starost pa je ocenjena na 6 milijard let. Nahaja se v ozvezdju Kit. Mira je dvojna zvezda, ki sestoji iz rdeče orjakinje Mire A skupaj z Miro B. Mira A je spremenljiva zvezda in je prva odkrita spremenljiva zvezda, ki ni bila supernova, z možno izjemo Algola. Njena oddaljenost je negotova; pred Hipparcosom je bila ocenjena na približno 220 svetlobnih let, medtem ko po je po Hipparcosovih podatkih 299 svetlobnih let z območjem napake 11 %.

## Zgodovina opazovanja
Dokazi o poznavanju Mirine spremenljivosti v stari Grčiji, Babilonu in na Kitajskem so le posredni. Gotovo pa je, da je astronom David Fabricius opazoval spreminjanje Mirinega sija. Začel je 3. avgusta 1596. Opazoval je planet, za katerega je menil, da je Merkur (pozneje se je izkazalo, da je Jupiter) in je potreboval zvezdo za primerjavo planetove lege skozi čas in izbral bližnjo zvezdo tretje magnitude. Do 21. avgusta se je njena svetlost povečala za eno magnitudo, nato pa je do oktobra zbledela z neba. Fabricius je domneval, da gre za novo, vendar jo je znova opazil 16. februarja 1609.
Leta 1638 je Johannes Holwarda izmeril periodo Mirinih pojavljanj, enajst mesecev; pogosto zasluge za odkritje Mirine spremenljivosti pripisujejo njemu. Johannes Hevelius jo je opazoval v istem času in jo je poimenoval »Mira« (v latinščini to pomeni »čudovita«). Ismael Bullialdus je pozneje njeno periodo ocenil na 333 dni, kar le za en dan odstopa od sodobnih 332 dni, glede na to, da je Mira znana po tem, da precej odstopa od ocenjene periode in se ta skozi čas mogoče počasi spreminja.
Obstajajo sumi, da je bila Mira opazovana že pred Fabriciusom. Algolova zgodovina (kot spremenljiva zvezda je natančno znan od leta 1667, vendar legende kažejo, da so za to njegovo značilnost vedeli že dolgo prej) nakazuje na to, da je bila mogoče Mira znana že prej. Karl Manitius, sodobni prevajalec Hiparhovih Komentarjev o Aratu, je domneval, da nekaj vrstic iz tega dela, ki je nastalo v 2. stoletju, govori o Miri.

## Sistem zvezd
Mira je dvojna zvezda, ki je sestavljena iz rdeče orjakinje (Mira A) in vroče bele pritlikavke, ki vleče maso z Mire A nase, pri čemer nastaja akreacijski disk. Naj bi bili Soncu najbližji takšen par. Zvezdi trenutno loči razdalja približno 70 astronomskih enot.

## Mira A
Mira A je trenutno asimptomatična orjakinja, v fazi toplotnega pulziranja. Vsak utrip traja desetletje ali več, med dvema pa mine približno 10.000 let. Z vsakim pulzom Mira A postane svetlejša in utripanje postane močnejše. To je tudi razlog za velike spremembe v svetlosti in velikosti skozi krajše, nepravilne periode.

#### Spremenljivost
Mira A je znan primer spremenljivke tipa Mire, ki so poimenovane po njej. Znanih je od 6000 do 7000 takšnih zvezd in vse so rdeče orjakinje. Njihove periode merijo od 80 pa vse do več kot 1000 dni.
V Mirinem primeru se njena svetlost običajno povzpe do navideznega sija 3,5 magnitude, kar jo uvrsti med svetlejše zvezde v Kitu. Med njenimi cikli so razlike; nekajkrat je njen navidezni sij narasel kar do magnitude 2,0, pa tudi samo do magnitude 4,9. Svetlost se med minimumu razlikuje precej manj in variia med navideznim sijem 8,6 in 10,1 magnitude. Zanimivo je, da je večina svetlobe, ki jo Mira izseva, infrardeče, vendar se njen sij v tem delu spektra spreminja samo za dve magnitudi.
Približni Mirini maksimumi od leta 1999 do leta 2015:
- 21. – 31. oktober 1999
- 21. – 30. september 2000
- 21. – 31. avgust 2001
- 21. – 31. julij 2002
- 21. – 30. junij 2003
- 21. – 31. maj 2004
- 11. – 20. april 2005
- 11. – 20. marec 2006
- 1. – 10. februar 2007
- 21. – 31. januar 2008
- 21. – 31. december 2008
- 21. – 30. november 2009
- 21. – 31. oktober 2010
- 21. – 30. september 2011
- 21. – 31. avgust 2012
- 21. – 31. julij 2013
- 21. – 31. junij 2014
- 21. – 31 maj 2015

Od marca do junija ni vidna, saj se Sonce na nebu takrat nahaja blizu nje. Tako lahko mine nekaj let, ne da bi bila vidna s prostim očesom.

### Mira B
Prvič jo je od Mire A ločil Hubblov vesoljski daljnogled leta 1995, ko je bila od nje oddaljena 70 astronomskih enot. Ultravijolična in rentgenska opazovanja so pokazala, da z Mire A teče plin v smer Mire B. Njena orbitalna perioda okrog Mire A meri približno 400 let.
Leta 2007 so opazovanja pokazala protoplanetni disk okrog Mire B. Iz diska bi lahko nastali novi planeti. Ta opazovanja nakazujejo tudi, da je Mira B zvezda glavne veje Hertzsprung-Russllovega diagrama z maso približno 0,7 Sončeve mase in spektralnega tipa K, ne pa bela pritlikavka. Kakorkoli, nadaljnje raziskave so to ovrgle. Mira B je res bela pritlikavka.